# Université de Trinity College
L'université de Trinity College, ou plus simplement Trinity College, est l'un des collèges fédérés de l'Université de Toronto. Il a été fondé en 1851.
Trinity est le plus petit des sept collèges de l'université, avec environ 1 700 étudiants. Il est réputé pour sa sélectivité en matière de résultats académiques, et pour son attachement aux traditions héritées d'Oxbridge : port obligatoire de la robe traditionnelle pour dîner et, jusqu'en 2005, non-mixité dans les résidences. Trinity se veut l'équivalent canadien des réputés Trinity College des universités d'Oxford et de Cambridge au Royaume-Uni. La vie de la communauté y est fortement marquée par l'anglicanisme, bien que la majorité des étudiants ne sont pas eux-mêmes anglicans. 
Sa faculté de théologie est un des six séminaires anglicans du Canada ; elle est réputée être proche de l'anglo-catholicisme et assez libérale. Trinity fait également partie de l'École de théologie de Toronto, une fédération œcuménique qui regroupe les sept écoles théologiques affiliées à l'Université de Toronto. Les étudiants de la faculté de théologie peuvent, par ce biais, suivre des cours dans toutes ces écoles.
Le Trinity College héberge une école de relations internationales, la très réputée Munk School of Global Affairs (École Munk des Affaires internationales).

## Histoire

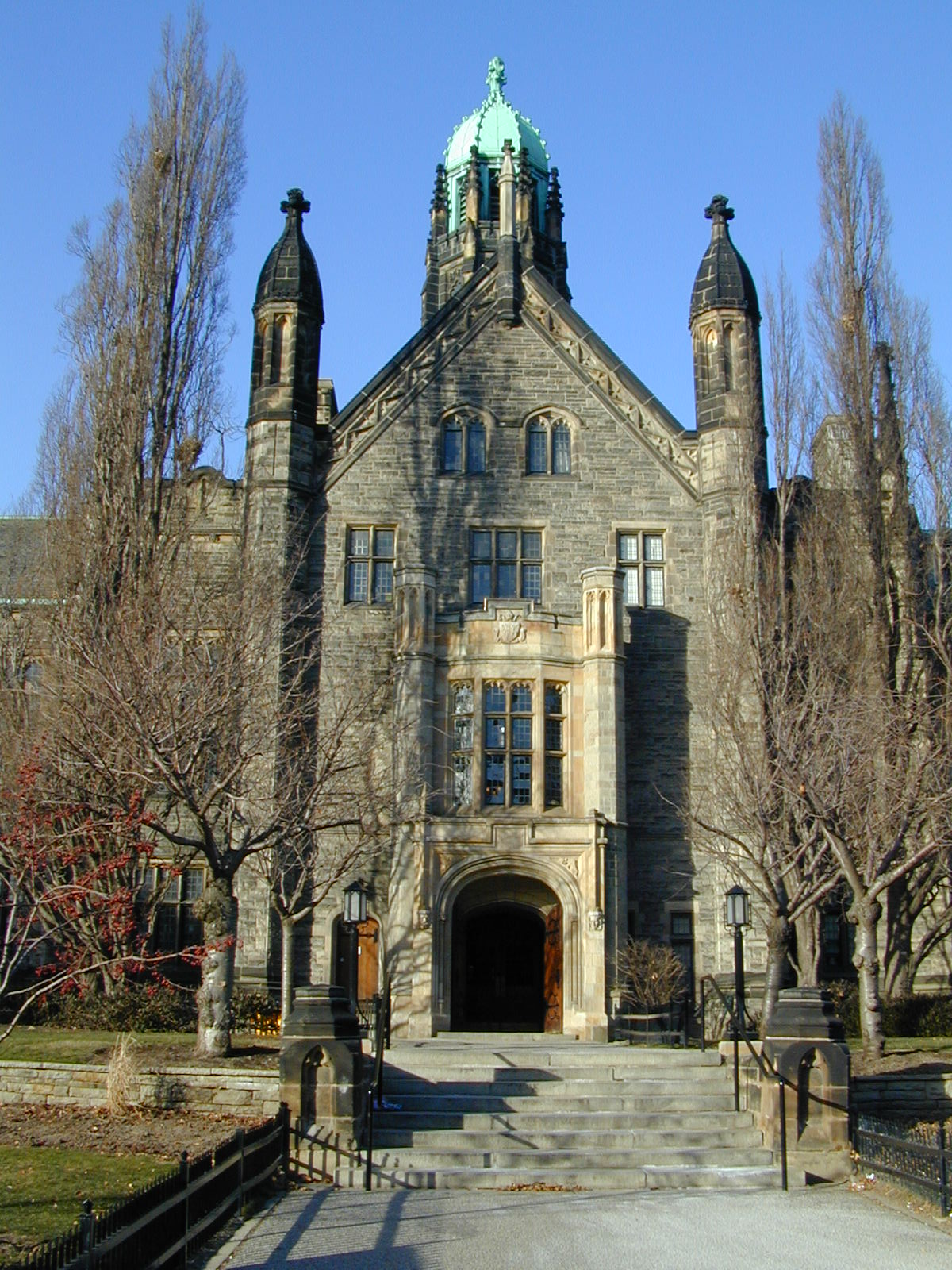
Bâtiment principal du Trinity College.

En 1827, le révérend John Strachan, diacre anglican arrivé au Canada en 1799, reçoit de George V la charte royale qui fonde le King's College à Toronto (alors appelée York). L'Empire britannique se réorganise alors sur des bases religieuses et financières, et un des buts du nouveau système est de fonder des églises (via des concessions de terres) et des écoles dans toutes les colonies. Toutefois, York est alors une si petite ville qu'elle ne dispose pas des fonds suffisants pour construire le collège : les cours ne pourront commencer qu'en 1843.
La création du King's College est intervenue dans une période mouvementée de l'histoire coloniale du Canada. En 1848, alors que se tenaient les premières élections municipales, les concessions de terrains accordées aux églises sont annulées, les terrains revenant donc à l'Empire. Cette décision place le collège dans une position difficile, et John Strachan, devenu évêque de Toronto, lui retire son soutien. En 1849, l'établissement devient laïque et prend le nom d'« University of Toronto » (Université de Toronto) le 1er janvier 1850.
Outré, John Strachan décide de créer une nouvelle école, privée, qui serait strictement anglicane. En 1850, il achète pour 2000 £ un terrain sur Queen Street, dans l'ouest de Toronto, et l'école et construite sur ce site. Le 2 août 1851, l'assemblée législative de la province du Canada adopte une loi incorporant le Trinity College ; un an plus tard, la reine Victoria délivre à Trinity la charte royale qui fonde l'université de Trinity College.
La construction est rapidement complétée, et dès janvier 1852 des étudiants intègrent Trinity, dont des étudiants issus de l'Institut théologique diocésain de Cobourg, auquel succède la faculté de théologie de Trinity. En 1884, le collège admet pour la première fois une étudiante ; en 1888, un collège de filles, St. Hilda's, est créé pour accueillir les étudiantes de Trinity. Le collège jouït d'une excellente réputation tout au long du XIXe siècle, et est considéré relativement progressiste.
Dans les années 1890, plus de vingt ans après la mort de Strachan, Trinity décide de se rapprocher de l'Université de Toronto. La plupart des diplômes sont cédés à l'Université de Toronto, à l'exception du diplôme de théologie, ce qui permet à Trinity de conserver son statut d'université. En 1904, le Trinity College est fédéré à l'Université de Toronto : elle décide alors de s'installer sur le campus de St. George. Le terrain est acheté en 1913, mais les travaux ne commencent qu'en 1923, retardés par la Première Guerre mondiale. C'est l'évêque de Toronto, James Fielding Sweeny, qui pose la première pierre du nouveau bâtiment, qui est achevé en 1925. L'ancien bâtiment et son terrain sont vendus à la ville, puis démoli en 1950, à l'exception de ses portes, qui se trouvent à l'entrée sud du parc Trinity Bellwoods, sur Queen Street West. L'ancienne résidence pour filles de St. Hilda's, située à l'entrée nord du parc, est aujourd'hui une maison de retraite.
En 2004, le conseil d'administration de Trinity a décidé, à une courte majorité, d'instaurer la mixité dans ses résidences. La décision a été appliquée dès 2005 dans la quasi-totalité des résidences.

## Études

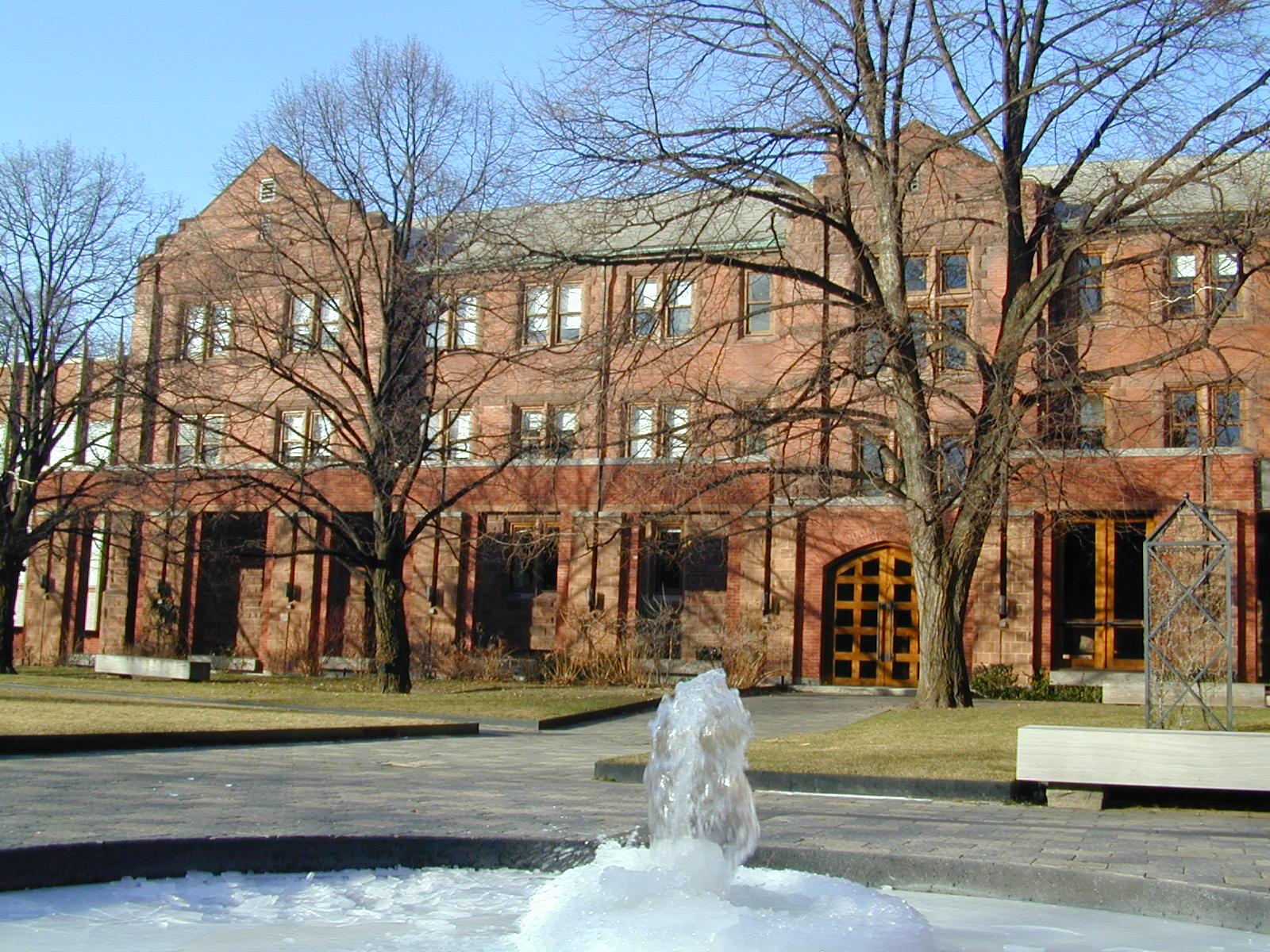
L'école Munk des Affaires internationales (aile nord).

Le collège est composé de deux facultés, d'arts et de théologie.
La faculté d'arts propose des programmes undergraduate en immunologie, relations internationales, ainsi qu'un programme intitulé « Éthique, société et droit », accessibles à tous les étudiants de l'université. Les deux derniers sont intégrés dans un programme appelé « Trinity One », qui n'accepte que cinquante étudiants (vingt-cinq par filière) par an, sans restriction de collège. La faculté proposait auparavant un programme de psychanalyse, fermé depuis. Les étudiants peuvent également obtenir deux ou trois crédits en études indépendantes au collège.
La faculté de théologie, institution membre de l'école de théologie de Toronto, est réservée aux étudiants graduate. Elle offre plusieurs programmes de Master of Divinity : le programme de base, un modèle d'apprentissage collaboratif avec des composantes d'études auto-dirigées, et un programme enrichi qui inclut une thèse. Une maîtrise en études théologiques est offerte aux étudiants qui ne visent pas une carrière de prêtre.
À un niveau plus avancé, les étudiants peuvent obtenir une maîtrise en arts en Théologie, une maîtrise et un doctorat en théologie, et un Doctor of Ministry. Le Ph.D. en théologie peut être obtenu par l'Université de St. Michael's College. Le Master of Divinity est requis pour les étudiants désirant être admis au pgramme de Master of Theology.

## Literary Institute
Parmi les nombreuses traditions de Trinity, le « lit » est souvent considéré la plus comique. Quoique techniquement un forum internet pour des discussions et des débats entre les étudiants du collège, la plupart des sujets sont très loin d'être sérieux. Les membres du « lit » sont obligés de se soumettre aux consignes de l'organisation avant d'y être admis, et se rencontrent chaque jeudi.

## Anciens élèves célèbres
- D'Arcy Boulton, historien et héraldiste
- Addington Bruce, journaliste
- Adrienne Clarkson, ancienne gouverneure générale du Canada
- Atom Egoyan, réalisateur
- Bill Graham, homme politique
- Gueorgui Pavlovitch Ignatiev
- Michael Ignatieff, journaliste et homme politique
- Archibald Lampman, poète
- Margaret O. MacMillan, historienne, écrivaine et directrice du Trinity College de 2002 à 2007
- Michael Peers, ancien primat de l'Église anglicane du Canada
- Ted Rogers, PDG de Rogers Communications
- Michael Wilson, chancelier et ambassadeur du Canada aux États-Unis
- Michael Chong, ancien président du Conseil privé de la Reine pour le Canada, ministre des Affaires intergouvernementales et ministre des Sports.